# Rustam Saidov
Rustam Saidov (Taskent, 1978. február 6. –) olimpiai és világbajnoki bronzérmes üzbég amatőr ökölvívó.

## Eredményei
- 2000-ben bronzérmes az olimpián szupernehézsúlyban.
- 2001-ben a világbajnokságon a negyeddöntőben kikapott az orosz Roman Romancsuktól, így nem szerzett érmet.
- 2002-ben aranyérmes szupernehézsúlyban a puszani Ázsiai Játékokon. A döntőben a kazah Muhtarhan Dildabekovot győzte le.
- 2003-ban bronzérmes a világbajnokságon szupernehézsúlyban. Az elődöntőben az orosz Alekszandr Povetkintól kapott ki.
- 2004-ben az olimpián már az első körben vereséget szenvedett a kubai Michel Lópeztől.
- 2006-ban aranyérmes szupernehézsúlyban a dohai Ázsiai Játékokon. A döntőben a kazah Muhtarhan Dildabekovot győzte le.